# Единицы измерения расстояния

### Метрическая система
Единицей измерения расстояния и одной из основных единиц в Международной системе единиц (СИ) является метр. Метр также является единицей измерения расстояния и относится к числу основных единиц в метрических системах МКС, МКСА, МКСК, МКСГ, МСК, МКСЛ, МСС, МКГСС и МТС.
В системе СГС единицей измерения расстояния служит сантиметр.
На практике применяются также кратные и дольные единицы метра, образуемые с помощью стандартных приставок СИ:
| Кратные                                                                                                | Кратные    | Кратные     | Кратные     | Дольные  | Дольные    | Дольные     | Дольные     |
| величина                                                                                               | название   | обозначение | обозначение | величина | название   | обозначение | обозначение |
| --- | ---------- | ----------- | ----------- | -------- | ---------- | ----------- | ----------- |
| 101 м                                                                                                  | декаметр   | дам         | dam         | 10−1 м   | дециметр   | дм          | dm          |
| 102 м                                                                                                  | гектометр  | гм          | hm          | 10−2 м   | сантиметр  | см          | cm          |
| 103 м                                                                                                  | километр   | км          | km          | 10−3 м   | миллиметр  | мм          | mm          |
| 106 м                                                                                                  | мегаметр   | Мм          | Mm          | 10−6 м   | микрометр  | мкм         | µm          |
| 109 м                                                                                                  | гигаметр   | Гм          | Gm          | 10−9 м   | нанометр   | нм          | nm          |
| 1012 м                                                                                                 | тераметр   | Тм          | Tm          | 10−12 м  | пикометр   | пм          | pm          |
| 1015 м                                                                                                 | петаметр   | Пм          | Pm          | 10−15 м  | фемтометр  | фм          | fm          |
| 1018 м                                                                                                 | эксаметр   | Эм          | Em          | 10−18 м  | аттометр   | ам          | am          |
| 1021 м                                                                                                 | зеттаметр  | Зм          | Zm          | 10−21 м  | зептометр  | зм          | zm          |
| 1024 м                                                                                                 | йоттаметр  | Им          | Ym          | 10−24 м  | иоктометр  | им          | ym          |
| 1027 м                                                                                                 | роннаметр  | Рнм         | Rm          | 10−27 м  | ронтометр  | рнм         | rm          |
| 1030 м                                                                                                 | кветтаметр | Квм         | Qm          | 10−30 м  | квектометр | квм         | qm          |
| рекомендовано к применению применять не рекомендуется не применяются или редко применяются на практике |            |             |             |          |            |             |             |

### Британская/американская система
- Лига = 4,828032 км
- Миля = 1,609344 км
- Фургоном = 201,16 м
- Чейн = 20,1168 м
- Род = 5,0292 м
- Ярд = 91,44 см
- Инспекционный фут = 1,000002 фута = 30,48006096 см
- Фут = 30,48 см
- Линк = 20,1168 см
- Хэнд = 10,16 см
- Дюйм = 2,54 см
- Линия большая = 0,254 см
- Линия малая = 0,2116 см
- Мил = 0,0254 мм

### Старорусская система
- 1 пядь = 17,77 см
- 2 пяди = 1 стопа (35,55)
- 3 пяди = 1 локоть (53,34 см)
- 4 пяди = 1 аршин (71,12 см)
- 5 пядей = 1 шаг (88,9 см)
- 6 пядей = 1 мера или полсаженя (106,68 см)
- 7 пядей = 1 лоб (124,46см) (7 пядей во лбу)
- 8 пядей = 1 столбец (142,24 см)
- 9 пядей = 1 посох (160,02 см)
- 10 пядей = 1 витой посох (177,8 см)
- 12 пядей = 1 сажень (213,36 см) (катет)
- 16 пядей = 1 круг (284,48 см)
- 17 пядей = 1 косая сажень (302,26 см) (гипотенуза)
- 1/2 пяди = 1 пясть (8,89 см)
- 1/4 пяди = 1 вершок (4,445 см)
- 1/16 пяди = 1 нокоть (1,11125 см)
- 1/256 пяди (1/16 ноктя) = 1 линия (0,069453 см)
- 1/4096 пяди (1/16 линии) = 1 волос (0,00434 см)
- 1/65536 пяди (1/16 волоса) = 1 волосок (0,00027 см)
- 1 верста = 6000 пядей (1066,8 метров)
- 1 столбовая верста = 1517,41632 метра
- 1 мерная верста = 1000 саженей (2133,6 метра)
- 1 миля = 7 вёрст (7,4676 км)
- Великая сажень ≈ 244,0 см
- Городовая сажень ≈ 284,8 см
- Греческая сажень ≈ 230,4 см позже приравняли аттический стадий = 6 английских футов 1 дюйм = 185,42 см
- Казённая (мерная, трёхаршинная) сажень. В XVI веке сажень была приравнена к 3 аршинам и стала называться казённой, или трёхаршинной (213,36 см)
- Кладочная сажень ≈ 159,7 см
- Косая сажень — расстояние от пальцев ноги до конца пальцев руки, вытянутой над головой по диагонали ≈ 248 см
- Малая сажень — расстояние от поднятой на уровень плеча руки до пола ≈ 142,4 см
- Маховая сажень — расстояние между вытянутыми пальцами раскинутых (размахнутых) рук. В таких маховых саженях, которые легко отсчитывать, выражена, например, высота колокольни Ивана Великого в Кремле. Эта наиболее древняя мера, начиная с XVI века, перешла в разряд неофициальных, бытовых. = 2,5 аршина = 152—177,8 см
- Морская сажень = 6 английским футам = 182,88 см
- Народная сажень ≈ 176,0 см
- Простая сажень ≈ 150,8 см
- Сажень без чети — наибольшее расстояние между подошвой левой ноги и концом большого пальца поднятой вверх правой руки ≈ 197,2 см
- Трубная сажень — мерили только длину труб на соляных промыслах ≈ 187 см
- Царская сажень ≈ 197,4 см
- Церковная сажень ≈ 186,4 см
- Четырёхаршинная сажень = 4 аршина = 284,48 см

### Японская система
- Мо = 0,003030303 см
- Рин = 0,03030303 см
- Бу = 0,3030303 см
- Сун = 3,030303 см
- Сяку = 30,30303 см
- Кэн = 181,8182 см
- Хиро = 181,8182 см
- Дзё = 303,0303 см
- Тё = 10909,09 см
- Ри = 392727,3 см

### Древнегреческая система
- Палайста = 7 см
- Плетр = 31 м
- Миля = 1,388 км
- Стадий = 185,136 м
- Плетр = 30,856 м
- Амма = 18,514 м
- Акена (декапод) = 3,086 м
- Оргия (гексапод) = 1,851 м
- Бема (шаг) = 77,14 см
- Пехис (локоть) греческий = 61,712 см
- Пехис (локоть) короткий = 46,284 см
- Пус (фут) = 30,856 см
- Спитам = 23,142 см
- Дихас = 15,428 см
- Палестра (ладонь) = 7,714 см
- Кондиль = 3,857 см
- Дактиль (палец) = 1,928 см
- Стадий олимпийский = 192,27 м
- Стадий аттический = 184,98 м
- Стадий птолемеевский = 185 м

### Типографическая система
- твип = 1/20 пункта
- пункт = 0,352777… мм (пункт Adobe) или 0,3759 мм (пункт Дидо) или 0,3515 мм (пункт Хоукса) или 0,375 мм (метрический пункт) или 0,3473 мм (пункт Фурнье)
- цицеро = 12 пунктам (= 4,2333… мм в системе Adobe)
- нонпарель = 5,708 пунктов

### Флотская система
- Морская миля = 1852,000 м (международная) или 1853,184 м (британская)
- Кабельтов = 185,2000 м (международный) или 182,88 м = 100 морским саженям
- Морская сажень, фатом = 1,8288 м = 6 футам

### Единицы, применяемые вастрономии
- радиус Луны (R☾) = 1737,10 км;
- радиус Земли (R⊕) = 6371,0 км;
- радиус Юпитера (R♃ или RJ) = 69 911 км;
- световая секунда = 299 792 458 м ;
- радиус Солнца (R⊙) = 6,9551⋅105 км;
- световой месяц = 783934206048416.66… м
- световая минута = 17 987 547 480 м ;
- астрономическая единица = 149 597 870,700 км[2];
- спат (единица длины)[англ.] = 1⋅1012 м;
- световой час = 1 079 252 848 800 м ;
- световые сутки = 25 902 068 371 200 м ;
- световая неделя = 181 314 478 598 400 м ;
- световой год = 9 460 730 472 581 000 м ;
- парсек = (648 000/π) а. е. (точно) ≈ 206264,806247 а. е. = 3,08567758491⋅1016 м;
- сириометр = 106 а. е. = 149 597 870 700 000 000 м[3];
- барн = 10−28 м;

Единицы, набранные малым шрифтом, практически не используются или устарели.

### Единицы, применяемые вфизике
- планковская длина ≈ 1,616199(97)⋅10−35 м[4][5][6];
- ферми = 1 фм = 1⋅10−15 м;
- классический радиус электрона = 2,8179402894(58)⋅10−15 м;
- икс-единица = 1,00207⋅10−13 м;
- комптоновская длина волны электрона = 2,4263102175(33)⋅10−12 м;
- боровский радиус = 5,2917720859(36)⋅10−11 м;
- ангстрем = 1⋅10−10 м;

### Единицы, применяемые в технике
- юнит = 44,45 мм = 1,75 дюйма;